# Calor residual

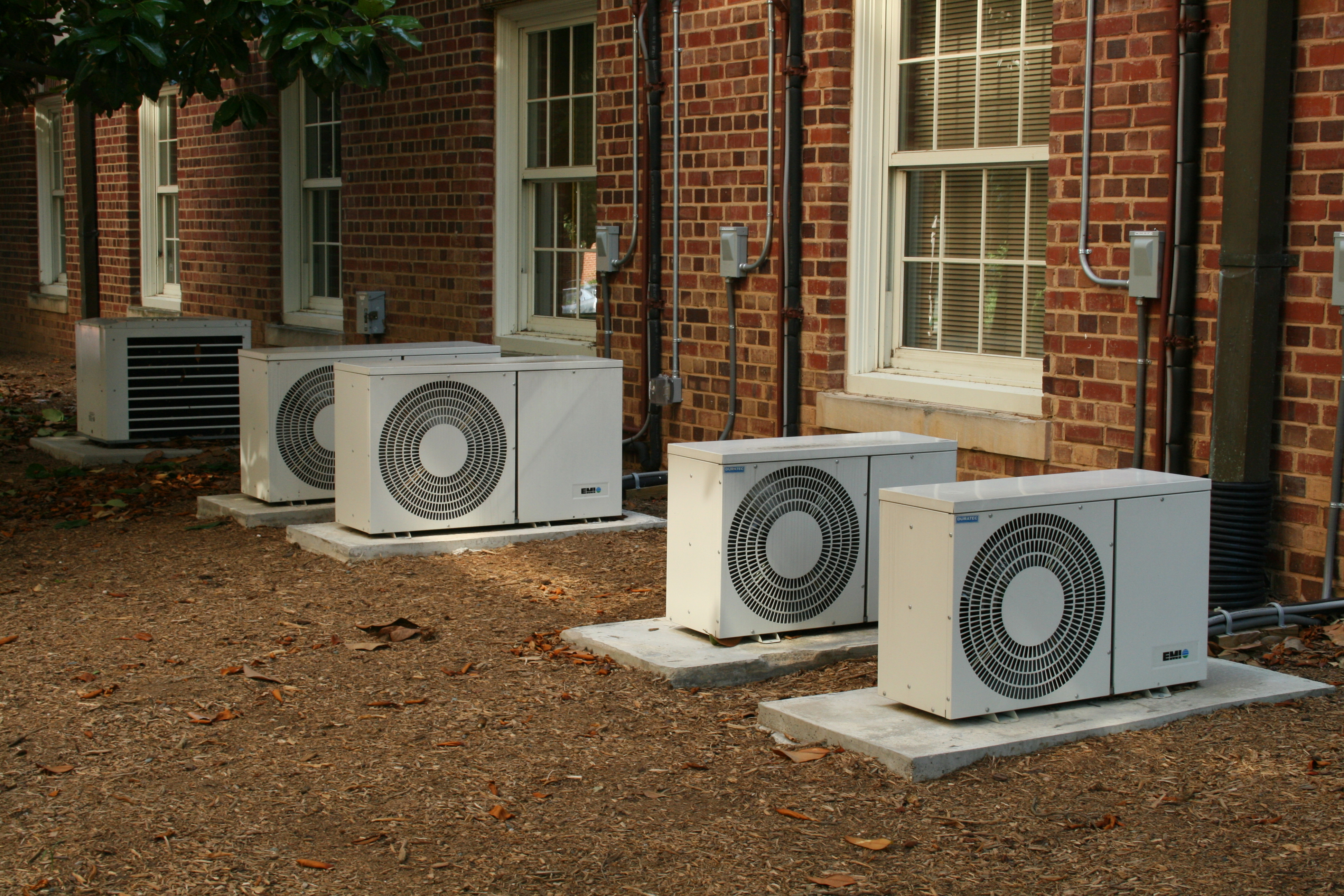
Las unidades de aire acondicionado utilizan electricidad que termina convertida en calor.

El calor residual es un resultado ineludible de la operación de las máquinas que producen trabajo y de otros procesos que utilizan energía, por ejemplo en un refrigerador el calentamiento del aire en el cuarto en el cual se encuentra alojado o en un motor de combustión liberación de calor al medio ambiente.  La necesidad de muchos sistemas de liberarse del calor producido como un producto secundario de su funcionamiento es consecuencia directa de los principios de la termodinámica.  El calor residual posee una utilidad menor (o en lenguaje termodinámico una menor exergia o una entropía mayor) que la fuente de energía original. Las fuentes de calor residual comprenden todos los tipos de actividades humanas, sistemas naturales y todos los organismos.  La liberación del frío innecesario (como en el caso de una bomba de calor) también es una forma de calor residual (ya que el medio posee calor, pero a una temperatura menor que la que se considera caliente).
En vez de ser desaprovechado liberándolo al medio ambiente, a veces el calor (o frío) residual puede ser utilizado total o parcialmente por algún otro proceso que de otra forma sería desaprovechado. También puede ser reutilizado en el mismo proceso si se agrega calor de compensación al sistema (como por ejemplo sucede cuando se utiliza un sistema de ventilación con recuperación de calor en un edificio).
El almacenamiento de energía térmica, que incluye tecnologías tanto para la retención de calor a corto o largo plazo, puede ayudar a aumentar el uso del calor residual.  Un ejemplo de esto es el calor residual de las máquinas de aire acondicionado  que es  almacenado en un tanque para contribuir a la calefacción durante la noche. Otro es el almacenamiento estacional de energía térmica (STES por sus siglas en inglés) en una fundición en Suecia. El calor es almacenado en la roca que rodea un conjunto de perforaciones rodeadas de intercambiadores de calor, y el calor es utilizado para calefaccionar una fábrica adyacente cuando es preciso, aún meses después. Un ejemplo de STES para utilizar calor residual natural es la Comunidad Solar de Drake Landing en Alberta, Canadá, en donde mediante el uso de un conjunto de perforaciones en la roca subterránea para almacenamiento de calor entre estaciones, se logra obtener el 97 por ciento de la energía calefactora anual a partir del uso de recolectores térmicos solares ubicados sobre los techos de los garajes. Otro uso de STES es el almacenamiento del frío invernal en forma subterránea, para ser utilizado en verano para aire acondicionado.
A nivel biológico, todos los organismos liberan calor como parte de sus procesos metabólicos, y los mismos morirían si la temperatura ambiente fuera tan elevada que no les permitiera liberar el calor.
Se cree que el calor residual antropogénico contribuye al efecto de isla de calor urbana. Las mayores fuentes de calor residual provienen de las máquinas (tales como generadores eléctricos o procesos industriales, tales como los de producción de acero o vidrio) y las pérdidas de calor a través de los contornos de los edificios. El quemado de combustibles para impulsar los medios de transporte es un gran contribuidor a la generación de calor residual.

## Conversión de energía
Las máquinas que convierten la energía contenida en los combustibles en trabajo mecánico o energía eléctrica  producen calor como un producto secundario.

### Generación de potencia
Se define la eficiencia eléctrica de una central termoeléctrica como la razón entre la energía con que se alimenta la planta y la energía que produce. Esta eficiencia ronda el 30 %.
La fotografía muestra una torre de enfriamiento la que utilizada en las plantas de potencia para mantener la temperatura inferior lo que resulta esencial para permitir la conversión de calor en otras formas de energía (típicamente electricidad). Es posible sacarle provecho al calor descartado o "residual" que se perdería y sería transferido al medio ambiente.

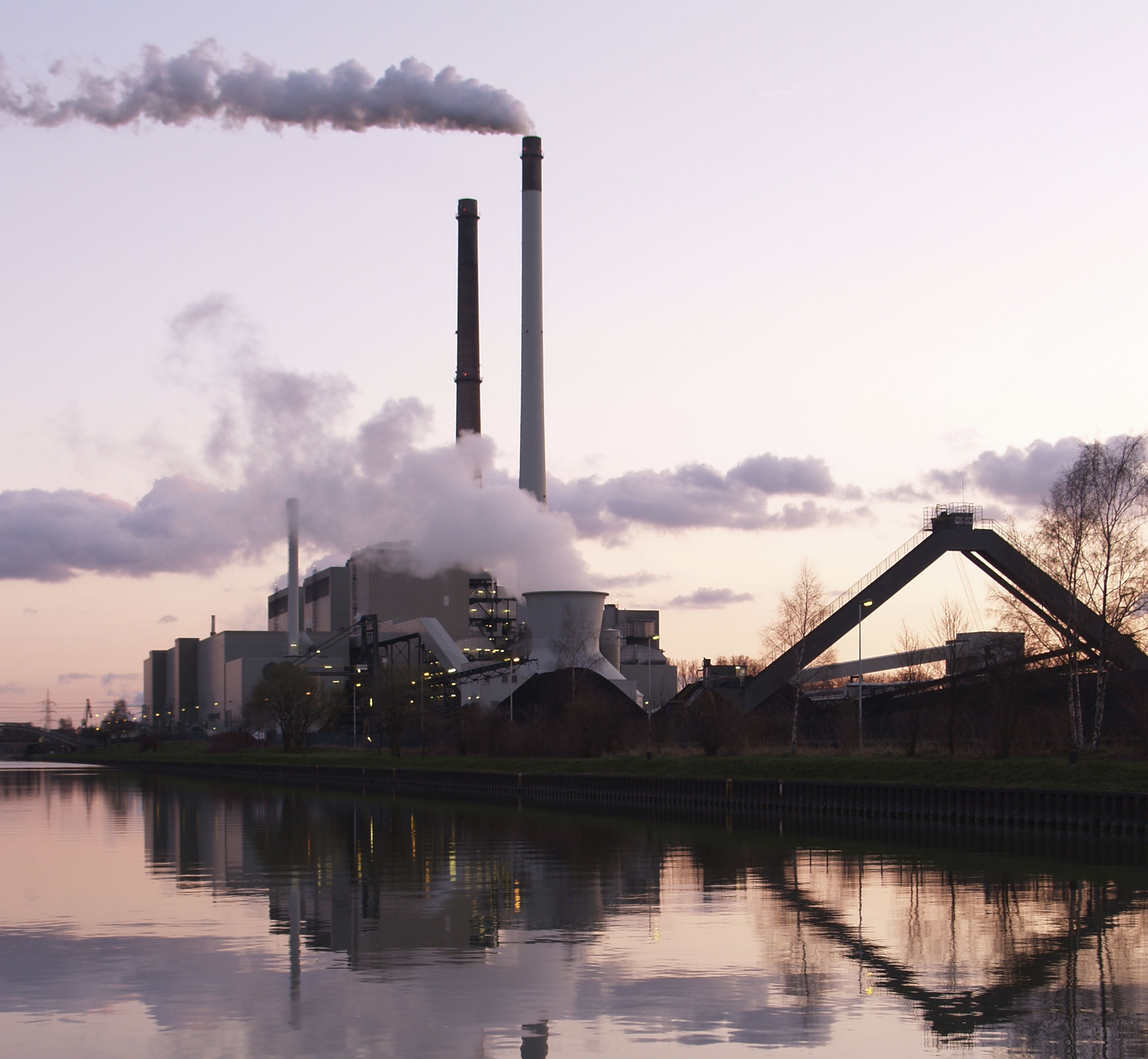
En una planta de generación de electricidad que utiliza carbón como combustible entre el 36 al 48 % de la energía química del carbón es transformada en electricidad y el resto (52 a 64 %) es calor residual.

### Procesos industriales
Los procesos industriales tales como la refinación de petróleo, la producción de acero y la fabricación de vidrio son grandes productores de calor residual.

### Electrónica
Aunque la potencia involucrada es pequeña, la remoción de calor residual de circuitos integrados y otros componentes electrónicos, representa un importante desafío ingenieril. Para ello es preciso utilizar ventiladores, sumideros de calor, disipadores a los efectos de remover el calor.

### Biología
Los animales incluidos los humanos, generan calor como resultado de su metabolismo.  En condiciones ambientales de temperaturas elevadas, el calor excede el nivel requerido para homeostasis en los animales de sangre caliente, y es removido mediante diversos métodos de termorregulación tales como transpirar y jadear.  Fiala et al. han modelado el mecanismo de termorregulación en el ser humano.

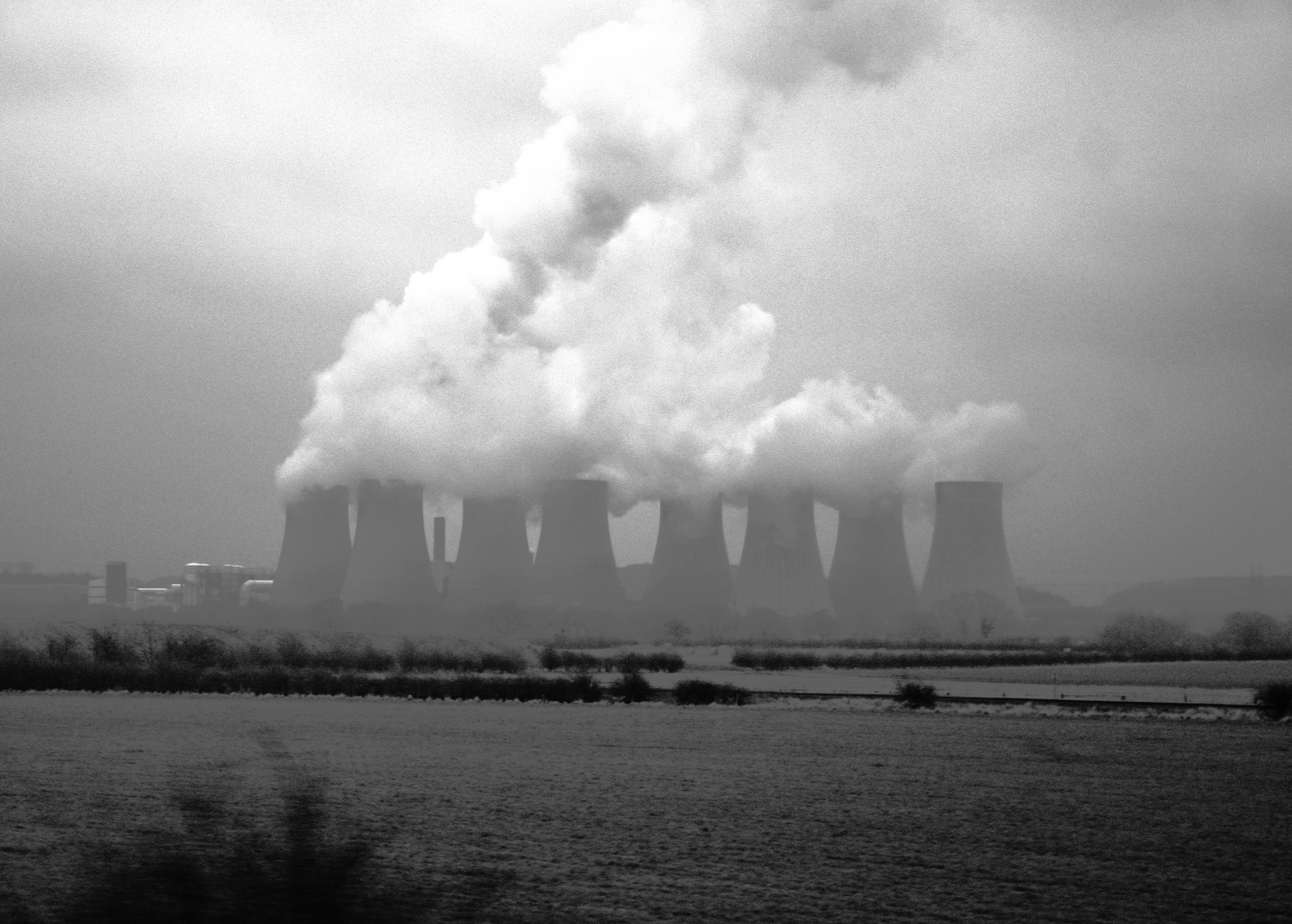
Las torres de enfriamiento evaporan agua en la planta termoeléctrica de Ratcliffe-on-Soar, Reino Unido.

## Descarte
El calor de baja temperatura posee una muy baja capacidad de realizar trabajo (exergia), por lo que el calor es considerado calor residual y transferido al medio ambiente. Desde un punto de vista económico es más conveniente transferir ese calor al agua del mar, un lago o un río. Si no hay disponible una cantidad suficiente de agua para refrigeración, la planta debe ser provista de una torre de enfriamiento para transferir el calor residual a la atmósfera.
En algunos casos es posible utilizar el calor residual, por ejemplo para calefaccionar hogares mediante cogeneración. Sin embargo, estos sistemas tornan más lenta la liberación del calor residual y por ello siempre tienen asociada una reducción de la eficiencia del proceso de uso primario de la energía de calor.

## Usos

### Cogeneración y trigeneración
Se puede reducir el desaprovechamiento del calor secundario si se utiliza un sistema de cogeneración, también denominado sistema combinado calor - potencia (CHP por sus siglas en inglés). Las limitaciones para utilizar el calor residual se deben principalmente a los desafíos que se deben enfrentar en cuanto al costo ingenieril y la eficiencia para utilizar de forma efectiva pequeñas diferencias de temperatura para generar otras formas de energía.  Entre los usos que permiten aprovechar el calor residual se encuentran calefaccionar piletas de natación, y aportar calor a una fábrica de papel. Por ejemplo en algunos casos es posible refrigerar utilizando refrigeradores por absorción, en cuyo caso el sistema es denominado trigeneración o CCHP (por sus siglas en inglés , Sistema combinado calor - refrigeración - potencia).

### Precalentamiento
El calor residual puede ser utilizado para calentar fluidos o materiales que alimentan un sistema antes que los mismos sean calentados a temperaturas elevadas. Por ejemplo el agua saliente de la planta puede proveer su calor residual al agua entrante a través de un intercambiador de calor antes de calefaccionar hogares o alimentar plantas termoeléctricas.

### Producción de electricidad mediante calor residual
Existen diversos métodos para convertir energía térmica en electricidad, y las tecnologías para realizar a cabo esto han existido desde el siglo XX. El ciclo Rankine con fluido orgánico, es un método muy conocido, en el cual se utiliza una substancia orgánica como medio para realizar trabajo en vez de agua.  La ventaja de este proceso es que permite utilizar temperaturas menores para la producción de electricidad que el siglo común de vapor de agua.  Un ejemplo del uso de un ciclo de Rankine con vapor es la máquina térmica a base de calor residual Cyclone.
Otra metodología consiste en el uso termoeléctrico, en el cual un gradiente de temperatura en un material semiconductor origina una diferencia de voltaje mediante un fenómeno denominado efecto Seebeck. Un método relacionado es el uso de celdas termogalvánicas, en las cuales una diferencia de temperatura produce una corriente eléctrica en una celda electroquímica.

### Invernaderos
El calor residual (junto con el dióxido de carbono de la combustión) puede ser utilizado para calefaccionar invernaderos en zonas de climas fríos.

## Calor antropogénico
Se denomina calor antropogénico al calor generado por los humanos y las actividades desarrolladas por estos. La Sociedad Meteorológica Norteamericana lo define como "El calor liberado a la atmósfera como resultado de las actividades humanas, que incluyen a menudo la combustión de combustibles. Entre las fuentes se cuentan plantas industriales, calefaccionamiento y refrigeración del espacio, metabolismo humano, y gases de escape de los vehículos. En las ciudades esta fuente contribuye por lo general entre 15 a 50 W/m² al balance calórico local, y varios cientos de W/m² en el centro de grandes ciudades en climas fríos y zonas industriales."
Se puede estimar el calor antropogénico generado si se calcula la energía total como la suma de la utilizada para calefacción y refrigeración, operar máquinas y artefactos, transporte, y procesos industriales, más la emitida directamente por el metabolismo de los humanos.

### Impacto ambiental
El calor antropogénico ejerce una influencia pequeña sobre las temperaturas de las zonas rurales, pero su aporte es más significativo en las zonas urbanas densas. Es uno de las fuentes que aportan a las islas urbanas de calor. Esta definición no considera calor antropogénico a otros efectos producidos por los humanos (tales como modificaciones del albedo, o pérdida por refigeración por evaporación) que pudieran contribuir a las islas urbanas de calor.
El calor antropogénico es un contribuyente mucho menor al calentamiento global que los gases de efecto invernadero. En el 2005, si bien el flujo de calor residual antropogénico fue significativamente elevado en ciertas zonas urbanas (y puede ser elevado en forma regional. Por ejemplo, el flujo de calor residual fue  +0.39 y +0.68 W/m² en Estados Unidos y Europa Occidental, respectivamente) y en forma global representó solo el 1% del flujo de energía creado por los gases de efecto invernadero de origen antropogénico. En el 2005 el flujo de calor residual global fue 0.028 W/m². Se espera que estos números se incrementen en la medida que las zonas urbanas se multiplican.
Si bien se ha demostrado que el calor residual influye sobre el clima a nivel local, las simulaciones de la evolución del clima global en general no consideran el efecto del calor residual. Los experimentos climatológicos de equilibrio indican un calentamiento estadísticamente significativo a nivel continental (0,4–0,9 °C) producido por un escenario de calentamiento antropogénico al 2100, pero no por los valores actuales o las estimaciones para el 2040. Estimaciones a nivel global simplificados con diferentes tasas de incremento de calor antropogénico que han sido actualizados recientemente muestran contribuciones detectables al calentamiento global, en los siglos venideros. Por ejemplo una tasa de crecimiento del calor residual del 2% por año produciría un incremento de 3 grados como mínimo para el año 2300. Lo cual ha sido confirmado por cálculos realizados con modelos más refinados.